# Agnes geht in den Tod
Agnes geht in den Tod (im Original: L'Agnese va a morire) ist ein neorealistischer Roman der Schriftstellerin Renata Viganò und zuerst 1949 auf Italienisch erschienen. Die Autorin war selbst staffetta im italienischen Widerstand und hatte schon 1945 mit dem Verfassen des Romans begonnen. Das Werk zählt bis heute zur wichtigsten Widerstandsliteratur in Italien und wurde in 14 Sprachen übersetzt.

## Handlung
Die Geschichte spielt während des Zweiten Weltkrieges in der norditalienischen Emilia-Romagna, acht Monate vor der Befreiung Italiens vom Faschismus. Viganò erzählt die Geschichte der Partisanin Agnes, einer Bäuerin und Wäscherin, die sich nach der Deportation ihres Ehemannes der Resistenza anschließt. Zunächst übernimmt sie Aufgaben als staffetta, liefert Waffen oder Lebensmittel aus und überbringt Nachrichten. Nachdem sie einen deutschen Faschisten erschlagen hat, lebt sie im Untergrund, versorgt ihre Brigade und übernimmt zunehmend verantwortlichere Aufgaben. Nach ihrer Rückkehr in die Nähe ihres Dorfes wird sie schließlich erkannt und erschossen.

## Ausgaben
- L’Agnese va a morire. 1949. Viele weitere Auflagen. Zuletzt Einaudi, Turin  2010. In deutscher Sprache:

Agnes geht in den Tod. Berlin (DDR), Verlag Volk und Welt 1951. Erste deutsche Ausgabe. Aus dem Italienischen von Ina Jun-Broda. Weitere Ausgabe:
Agnese geht in den Tod. Übersetzung Ina Jun-Broda, überarbeitet und Nachwort Ulrike Schimming. edition fünf, Hamburg u. a. 2014, ISBN 978-3-942374-46-0.

## Film
Das Werk wurde 1976 vom Regisseur Giuliano Montaldo verfilmt.

## Auszeichnung
- 1949: Premio Viareggio (zweiter Preis, zus. mit Banchetto von Libero de Libero)